# Asceles malaccae
Asceles malaccae is een insect uit de orde Phasmatodea en de  familie Diapheromeridae. De wetenschappelijke naam van deze soort is voor het eerst geldig gepubliceerd in 1868 door Henri de Saussure.